# Мамре (тауншип, Миннесота)
Мамре (англ. Mamre) — тауншип в округе Кандийохай, Миннесота, США. На 2000 год его население составило 384 человека.

## География
По данным Бюро переписи населения США площадь тауншипа составляет 92,2 км², из которых 92,2 км² занимает суша, а 4,4 км² — вода (4,78 %).

## Демография
По данным переписи населения 2000 года здесь находились 384 человека, 128 домохозяйств и 104 семьи.  Плотность населения — 4,4 чел./км². Расовый состав населения: 98,70 % белых, 0,52 % коренных американцев и 0,78 % азиатов. Испанцы или латиноамериканцы любой расы составляли 1,82 % от популяции тауншипа.
Из 128 домохозяйств в 38,3 % воспитывались дети до 18 лет, в 70,3 % проживали супружеские пары, в 7,8 % проживали незамужние женщины и в 18,0 % домохозяйств проживали несемейные люди. 13,3 % домохозяйств состояли из одного человека, при том 6,3 % из — одиноких пожилых людей старше 65 лет. Средний размер домохозяйства — 3,00, а семьи — 3,34 человека.
31,3 % населения — младше 18 лет, 7,6 % — в возрасте от 18 до 24 лет, 28,4 % — от 25 до 44, 24,5 % — от 45 до 64, и 8,3 % — старше 65 лет. Средний возраст — 35 лет. На каждые 100 женщин приходилось 115,7 мужчин.  На каждые 100 женщин старше 18 приходилось 118,2 мужчин.
Средний годовой доход домохозяйства составлял 46 250 долларов, а средний годовой доход семьи —  48 125 долларов. Средний доход мужчин —  31 750  долларов, в то время как у женщин — 20 833. Доход на душу населения составил 16 668 долларов. За чертой бедности находились 10,6 % семей и 12,0 % всего населения тауншипа, из которых 20,0 % младше 18 и 11,1 % старше 65 лет.